# Elisabeth Christine Ulrike von Braunschweig-Wolfenbüttel

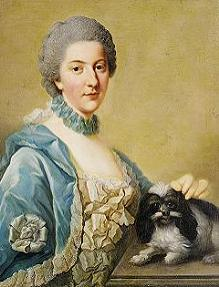
Elisabeth, Prinzessin von Preußen, gemalt von Johann Georg Ziesenis d. J., 1765

Elisabeth Christine Ulrike von Braunschweig-Wolfenbüttel (* 9. November 1746 in Wolfenbüttel; † 18. Februar 1840 in Stettin) war von 1765 bis zu ihrer Scheidung im Jahre 1769 Gattin des preußischen Thronfolgers Friedrich Wilhelm.

## Leben
Elisabeth war die Tochter von Herzog Karl I. von Braunschweig-Wolfenbüttel und Philippine Charlotte von Preußen, der jüngeren Schwester Friedrichs des Großen. König Friedrich ordnete an, dass seine Nichte Elisabeth, die als besonders geistreich und schön galt, ihren Cousin mütterlicher- und väterlicherseits heiraten sollte, den späteren König Friedrich Wilhelm II. Sie sollte nach den Vorstellungen des Königs das Liebesleben des Thronfolgers in geordnete Bahnen lenken und für einen Thronfolger sorgen. Die Heirat fand am 14. Juli 1765 in der Kapelle von Schloss Charlottenburg statt. Laut den Aufzeichnungen des Grafen Lehndorff besaß sie ein interessantes Äußeres und ein reizendes und heiteres Wesen. Ihre Konversation sei bezaubernd gewesen.

### Ehe
Die Erwartungen Friedrichs erfüllten sich jedoch nicht. Weder konnte Elisabeth ihren Gemahl von dessen Ausschweifungen abbringen noch gebar sie den erhofften Thronfolger. Die Vorliebe des Kronprinzen für französische Schauspielerinnen und Tänzerinnen war allgemein bekannt. Seine schöne, selbstbewusste Frau hingegen hatte eine Abneigung gegen Männer von großer Gestalt. Graf Lehndorff notierte in seinem Tagebuch: „Wirklich sind alle, die in ihrer Gunst stehen, kleine widerliche Knirpse“.
Dass Elisabeth am 6. Mai 1767 ein Mädchen, die Prinzessin Friederike, zur Welt brachte, war eine große Enttäuschung. König Friedrich II. schenkte Elisabeth zur Geburt ein Frühstücksservice im Wert von 40.000 Talern. Graf Lehndorff vermerkte in seinem Tagebuch: „Ich bin überzeugt 3.000 Taler in bar wären ihr lieber gewesen“. Sie hatte zu jener Zeit ein Verhältnis mit einem Musiker namens Müller. Ihre Tochter rief sie zuweilen „kleine Müllken“. Der Musiker wurde fortgeschickt, ohne Aufsehen zu machen.
Im darauffolgenden Jahr nahmen die Skandale zu. Der König verfuhr mit ihr anfangs nachsichtig, hoffte auf Besserung und wollte alles Geschehene vergessen. Wie Friedrich Wilhelm von Thulemeyer jedoch notierte, wurde Elisabeth von einem Musiker namens Pietro schwanger und wollte mit ihm zusammen fliehen. Im Januar 1769 wurde ein Brief von ihr an Pietro mit folgendem Inhalt abgefangen: „Mein teurer Pietro, komm doch nach Berlin […]. Ich kann nicht leben ohne Dich. Du mußt mich von hier entführen […]. Ich will lieber trockenes Brot essen, als länger mit meinem dicken Tölpel leben.“ Pietro wurde verhaftet und nach Magdeburg geführt, wo er enthauptet worden sein soll. Elisabeth brach inzwischen ihre Schwangerschaft durch Einnahme von Drogen ab. Der Thronfolger drängte im Einvernehmen mit dem König auf eine Scheidung, um eventuelle Ansprüche illegitimer Nachkommen auf den Thron auszuschließen. Der braunschweigische Hof stimmte zu. Die Ehescheidung wurde im April innerhalb weniger Tage durchgeführt. Binnen zweier Tage reiste Elisabeth nach Stettin ab. Friedrich der Große zwang seinen Neffen, bereits drei Monate nach der offiziellen Trennung erneut zu heiraten.
Der König resümierte in seinen Memoiren:

„Der Gatte, jung und sittenlos, einem ausschweifendem Leben hingegeben, übte täglich Untreue an seiner Gemahlin; die Prinzessin, die in der Blüte ihrer Schönheit stand, sah sich gröblich beleidigt durch die geringe Rücksicht, die man ihren Reizen zeigte. Ihre Lebhaftigkeit und die gute Meinung, die sie von sich selber hatte, brachten sie dazu, sich für das Unrecht zu rächen, das man ihr antat. Bald ergab sie sich Ausschweifungen, die denen ihres Gatten kaum nachstanden; die Katastrophe brach aus und wurde publik.“

### Gefangenschaft

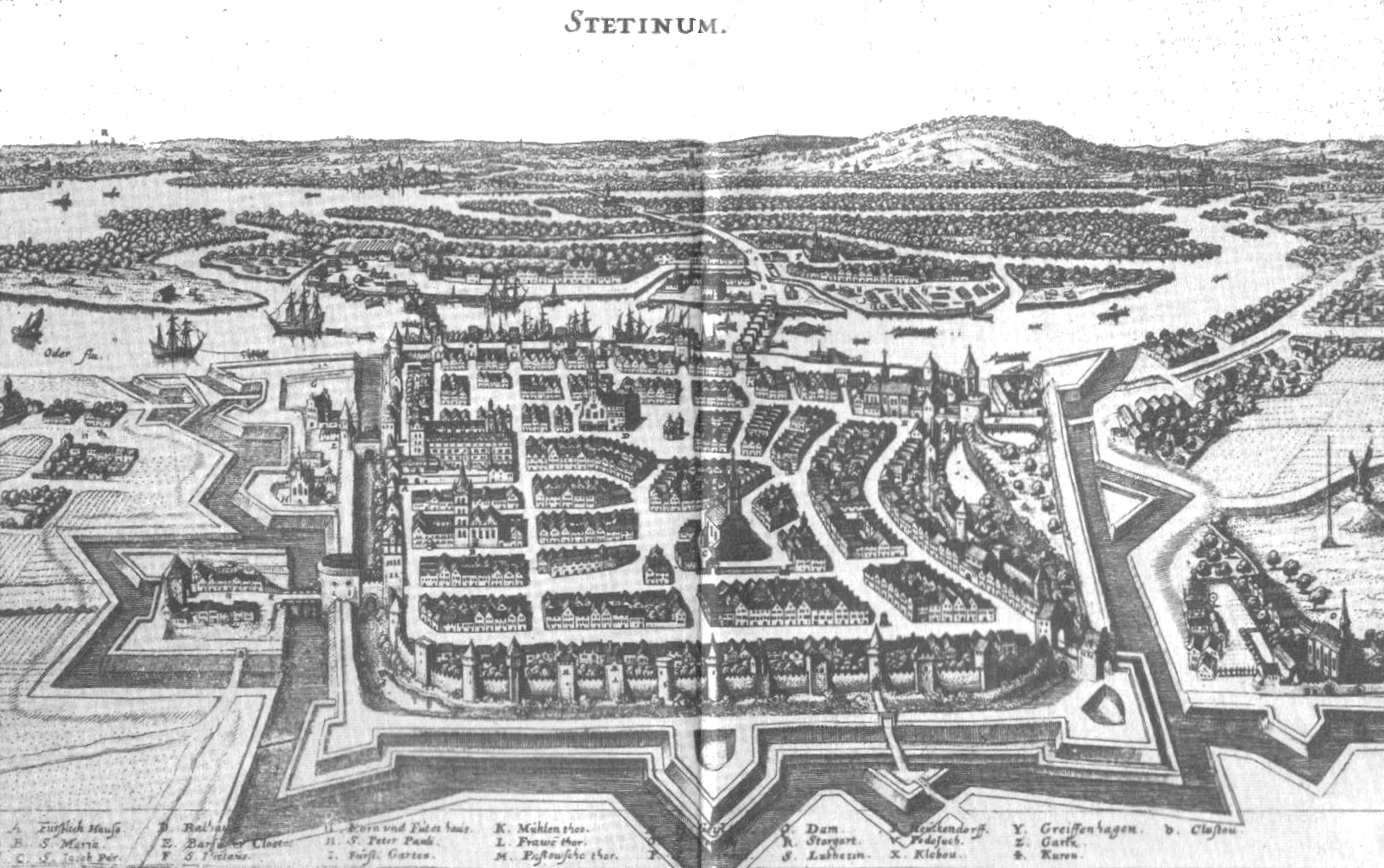
Stettin, Stich von Matthäus Merian (1642)

Elisabeth wurde als Staatsgefangene ins Stettiner Schloss gebracht. Sie durfte zunächst nur wenige Begleiterinnen haben. Ihre Lage verbesserte sich aber bald. Ab 1774 stand ihr ein ehemaliges Amtshaus in Jasenitz zur Verfügung. Nach dem Regierungsantritt ihres früheren Gatten 1786 erhielt sie größere persönliche Freiheiten. 1806 wurde Stettin von den Franzosen besetzt. „Lisbeth von Stettin“ durfte die sogenannte Pädagogenmühle kaufen und als bescheidenes Sommerpalais (Landhaus Friedrichsgnade) einrichten. Ihre Geschwister und ihre Tochter sah sie nie wieder. Friedrich Wilhelm IV. war der einzige Verwandte, der sie besuchte.
Prinzessin Elisabeth wurde 93 Jahre alt. Bei ihrem Tod läuteten alle Glocken der Stadt. Ihre letzte Ruhe fand sie in einem Mausoleum in ihrem geliebten Park. Sie hatte es erbauen lassen, weil sie bei den „alten Kerls in Braunschweig“ nicht begraben sein wollte. Als der Park in Privathand überging, wurde sie in der Nacht des 19. Juli 1849 in die Schlosskirche zu Stettin umgebettet und, nach einer Auskunft des Welfenhauses, im 20. Jahrhundert in den Dom zu Krakau überführt.
Elisabeths Tochter Friederike wurde abwechselnd von ihrer Großmutter väterlicherseits, Luise Amalie, und Friederike Luise, der zweiten Frau ihres Vaters, erzogen und heiratete 1791 Herzog Friedrich August von York.